# Norvège au Concours Eurovision de la chanson 2025
La Norvège est l'un des trente-sept pays participants du Concours Eurovision de la chanson 2025, qui se tient du 13 au 17 mai 2025 à Bâle en Suisse.

Le pays est représenté par Kyle Alessandro, avec sa chanson Lighter.

## Sélection
Après les nombreuses controverses ayant eu lieu l'année précédente, la Norvège hésite à confirmer sa participation à l'Eurovision 2025. Finalement, le 3 juillet 2024, NRK confirme la participation du pays au Concours. Le représentant et sa chanson sont sélectionnés, comme chaque année, via le Melodi Grand Prix (MGP), comme NRK le confirme le 6 août.

### Format
La soixante-troisième édition du Melodi Grand Prix se déroule en une seule soirée. Les résultats sont déterminés à 40% par un jury de professionnels de l'industrie musicale internationale, et à 60% par le public norvégien, au moyen de votes en ligne gratuits.

### Participants
La période de candidatures est ouverte du 6 août au 1er septembre 2024. La liste des participants est révélée par NRK le 16 janvier 2025; les chansons quant à elles sortent le 24 janvier. Toutes sont interprétées en anglais.

À l'origine, Angelina Jordan devait faire partie des candidats, mais en raison des incendies de Los Angeles, où elle réside, elle a été contrainte de se retirer. Elle a été remplacée par Sondrey. De plus, Lavrans Svendsen a également décidé de se retirer de la compétition, sans remplaçant.
| Artiste         | Titre                   | Auteur(s)                                                                                            |
| --------------- | ----------------------- | --- |
| Bobbysocks      | Joyful                  | Elisabeth Andreassen, Hanne Krogh                                                                    |
| Kyle Alessandro | Lighter                 | Kyle Alessandro, Adam Woods                                                                          |
| Ladybug         | Hot as Hell in Paradise | Iris Severine Mikalsen, Jonas Holteberg Jensen, Anderz Wrethov, Thomas Stengaard                     |
| LLL             | Parasite                | Olli Äkräs, Nora Foss al-Jabri, Ben Adams, Jim Bergsted                                              |
| Nataleen        | The Game                | Madeleine "Nataleen" Tverberg, Julie Aagaard, Henning Olerud, Stanley Ferdinandez, Kjersti Sleveland |
| Nora Jabri      | Sulale                  | Emma Louise Gale, Ovidiu Jacobsen, Ola Frøyen, Nora Foss al-Jabri                                    |
| Sondrey         | Vagabond                | Sondre Mulongo Nystrøm, Magnus Emaka Einang                                                          |
| Tone Damli      | Last Song               | Sophie Alexandra Tweed-Simmons, Kristoffer Tømmerbakke, Erik Smaaland, Yoshi Breen                   |
| Wig Wam         | Human Fire              | Åge Sten, Nilsen Trond Holter, Bernt Jansen                                                          |

### Finale
La finale est diffusée le samedi 15 février 2025 à 19:50 heure locale sur la chaîne NRK1. L'émission est présentée par Marie Stokstad, Tete Lidbom et Markus Neby.

Le show est ouvert par le groupe Gåte, représentant du pays l'année précédente, qui interprète sa chanson Ulveham. 
- Première place
- Deuxième place
- Troisième place
- Dernière place

| Ordre | Artiste         | Titre                   | Score      | Score          | Score | Place |
| Ordre | Artiste         | Titre                   | Jury (40%) | Télévote (60%) | Total | Place |
| ----- | --------------- | ----------------------- | ---------- | -------------- | ----- | ----- |
| 1     | Tone Damli      | Last Song               | 24         | 63             | 87    | 5     |
| 2     | Sondrey         | Vagabond                | 38         | 17             | 55    | 7     |
| 3     | Nora Jabri      | Sulale                  | 55         | 19             | 74    | 6     |
| 4     | Wig Wam         | Human Fire              | 25         | 68             | 93    | 4     |
| 5     | LLL             | Parasite                | 36         | 18             | 54    | 8     |
| 6     | Kyle Alessandro | Lighter                 | 118        | 189            | 307   | 1     |
| 7     | Nataleen        | The Game                | 86         | 104            | 190   | 2     |
| 8     | Ladybug         | Hot as Hell in Paradise | 19         | 32             | 51    | 9     |
| 9     | Bobbysocks      | Joyful                  | 29         | 135            | 164   | 3     |

| Titre                   |    |    |    |    |    |    |    |    |    |    | Total |
| ----------------------- | -- | -- | -- | -- | -- | -- | -- | -- | -- | -- | ----- |
| Last Song               |    |    |    |    | 8  | 2  | 8  | 8  |    |    | 24    |
| Vagabond                | 2  | 8  |    | 10 | 2  | 6  | 4  | 4  | 2  |    | 38    |
| Sulale                  | 8  | 2  | 8  | 6  | 10 | 10 | 1  |    | 6  | 4  | 55    |
| Human Fire              | 1  | 4  | 6  | 1  | 1  |    | 2  |    | 4  | 6  | 25    |
| Parasite                | 4  |    | 2  | 4  | 4  | 1  | 10 | 1  | 8  | 2  | 36    |
| Lighter                 | 12 | 12 | 12 | 12 | 12 | 12 | 12 | 12 | 10 | 12 | 118   |
| The Game                | 10 | 10 | 10 | 2  | 6  | 8  | 8  | 10 | 12 | 10 | 86    |
| Hot as Hell in Paradise |    | 1  | 4  |    |    | 4  |    | 2  |    | 8  | 19    |
| Joyful                  | 6  | 6  | 1  | 8  |    |    |    | 6  | 1  | 1  | 29    |

C'est donc Kyle Alessandro qui remporte la soixante-troisième édition du Melodi Grand Prix, et qui défendra sa chanson Lighter à l'Eurovision 2025.
La finale a été vue par 832 000 téléspectateurs.

## À l'Eurovision
La Norvège participe à la seconde moitié de la première demi-finale, le mardi 13 mai 2025. Kyle a réussi à se qualifier pour la grande finale du 17 mai 2025, après s'être classé 8e sur 15 avec 82 points. Lors de la finale, le pays se classe 18e parmi les 26 chansons en lice, avec 89 points.

### Votes
Les membres du jury norvégien sont:
- Krtistian Kristensen
- Stian Tangerud
- Iris Severine O. Mikalsen
- Reidun Sæther
- Vanessa Joana Hütel Kure

Leur porte-parole lors de la finale est le chanteur Tom Hugo, ancien participant au Concours dans le groupe KEiiNO.